# Eugenia siltepecana
Eugenia siltepecana är en myrtenväxtart som beskrevs av Cyrus Longworth Lundell. Eugenia siltepecana ingår i släktet Eugenia och familjen myrtenväxter. Inga underarter finns listade i Catalogue of Life.